# Cephalodesmius laticollis
Cephalodesmius laticollis är en skalbaggsart som beskrevs av Francis Polkinghorne Pascoe 1863. Cephalodesmius laticollis ingår i släktet Cephalodesmius och familjen bladhorningar. Inga underarter finns listade.